# زيز (جنس)
زيز أو صرناخ (الاسم العلمي: Cicada)، جنس حشرات انسلاخي من العالم القديم تنتمي إلى فصيلة الزيزيات. ويضم جنس الزيز على الأقل 60 نوعًا موصوفًا.

## معرض الصور

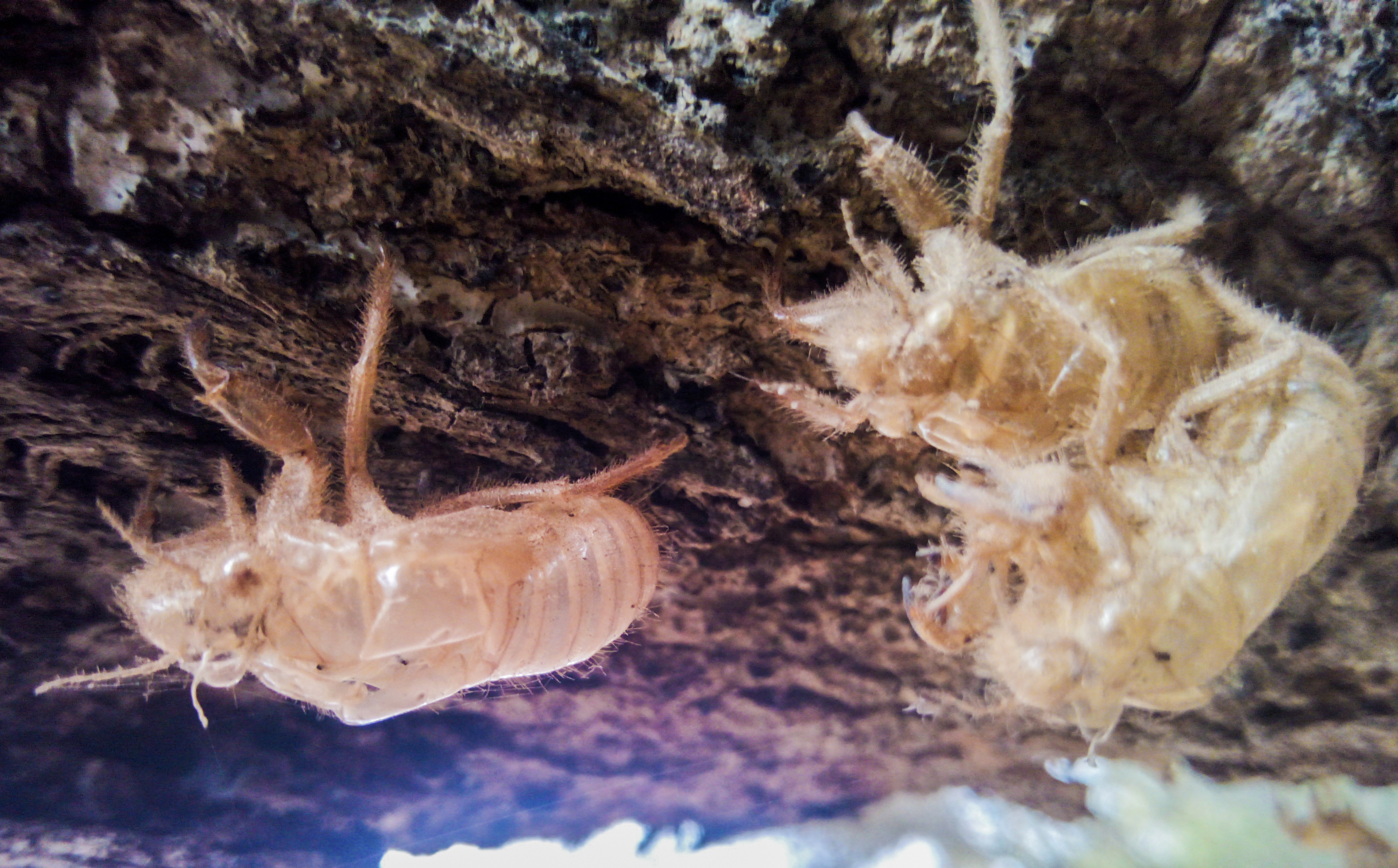
القشرة الخارجية لزيز بعد الانسلاخ.